# Villers-sous-Ailly
Villers-sous-Ailly è un comune francese di 188 abitanti situato nel dipartimento della Somme nella regione dell'Alta Francia.

## Società

### Evoluzione demografica
Abitanti censiti